# Lucidestea
Lucidestea là một chi ốc biển nhỏ, là động vật thân mềm chân bụng sống ở biển trong họ Rissoidae.

## Các loài
Các loài trong chi Lucidestea gồm có:
- Lucidestea vitrea Laseron, 1956